# Macrocnema nicobarica
Macrocnema nicobarica är en havsanemonart som beskrevs av Oscar Henrik Carlgren 1928. Macrocnema nicobarica ingår i släktet Macrocnema och familjen Condylanthidae. Inga underarter finns listade i Catalogue of Life.